# Vinsajärvi (Junosuando socken, Norrbotten)
Vinsajärvi är en sjö i Pajala kommun i Norrbotten och ingår i Torneälvens huvudavrinningsområde. Sjön har en area på 0,0459 kvadratkilometer och ligger 282,3 meter över havet.

## Delavrinningsområde
Vinsajärvi ingår i det delavrinningsområde (751806-179023) som SMHI kallar för Mynnar i Lainioälvens vattendragsyta. Medelhöjden är 283 meter över havet och ytan är 22,73 kvadratkilometer. Räknas de 2 avrinningsområdena uppströms in blir den ackumulerade arean 80,47 kvadratkilometer. Rauvosjoki som avvattnar avrinningsområdet har biflödesordning 3, vilket innebär att vattnet flödar genom totalt 3 vattendrag innan det når havet efter 284 kilometer. Avrinningsområdet består mestadels av skog (59 procent) och sankmarker (37 procent). Avrinningsområdet har 0,41 kvadratkilometer vattenytor vilket ger det en sjöprocent på 1,8 procent.